# Revolución del Quebracho
La Revolución del Quebracho fue una desigual batalla que se produjo en Uruguay entre el 30 y 31 de marzo de 1886, al enfrentarse las fuerzas revolucionarias que nucleaban a partidarios blancos y colorados, al mando de José Miguel Arredondo y Enrique Castro, con las fuerzas del gobierno de Máximo Santos.

## Acontecimientos
Por un bando estaban Francisco Antonino Vidal Silva, nuevo senador del recientemente creado departamento de Flores, en defensa de la continuidad del gobierno de Santos. Por otro lado, la Junta Revolucionaria actuando en Buenos Aires con representantes de los tres partidos a su frente: con el colorado Lorenzo Batlle, con los blancos Juan José de Herrera y Martín Aguirre, con el constitucionalista Gonzalo Ramírez y con presencia del Coronel Gaudencio, jefe político montevideano de Pedro Varela en los primeros años del proceso dictatorial. Entre el 30 y el 31 de marzo se llevó a cabo la batalla, por unos denominada del Quebracho, y por otros de Punta de Soto. Cuando cesó el fuego, los revolucionarios tenían más de 200 muertos y más de 600 prisioneros.

## Consecuencias
Máximo Tajes, general al mando de las fuerzas de Santos, perdonó a los prisioneros, por orden de Santos. Entre los heridos estaban los futuros presidentes José Batlle y Ordóñez y Juan Campisteguy.
A pesar de la victoria en el campo de batalla, el gobierno no pudo revertir su impopularidad. El 17 de agosto de 1886 Santos fue invitado a una función de gala por la artista lírica Eva Tetrazzini, que protagonizaba la ópera La Gioconda, de Amilcare Ponchielli. Cuando Santos iba a ingresar en el teatro, el teniente Gregorio Ortiz le disparó un tiro a quemarropa, destrozándole el rostro, pero salvó su vida. Ortiz intentó huir a pie pero al verse acorralado se suicidó pegándose un tiro en la cabeza. Luego de este episodio, Santos convocó un «gabinete de reconciliación» pero con su salud quebrantada, renunció para trasladarse a Europa en busca de tratamiento médico. Fue sucedido por Máximo Tajes.